# دارين بلويت
دارين بلويت (من مواليد 3 سبتمبر 1985) هو لاعب كرة قدم إنجليزي سابق لعب في دوري كرة القدم لساوث إند يونايتد كمدافع.